# Jean Leduc (réalisateur)
Pour les articles homonymes, voir Leduc et Jean Leduc.
Jean Leduc est un réalisateur et scénariste français né le 27 décembre 1922 à Estrées-Saint-Denis (Oise) et mort le 12 octobre 1996 à Paris. 

## Biographie
Jean Leduc est ancien élève de l'IDHEC, première  promotion entrée en 1944.

## Filmographie
Réalisateur
- 1956 : Une tâche difficile
- 1958 : Ligne de vie
- 1958 : Pour la santé des travailleurs des mines
- 1963 : Transit à Saïgon
- 1964 : 973 joue gagnant
- 1966 : Via Macao
- 1968 : Capitaine Singrid
- 1974 : Taxi de nuit (téléfilm)

Assistant réalisateur
- 1949 : La Veuve et l'Innocent d'André Cerf